# Jacoba Hingst

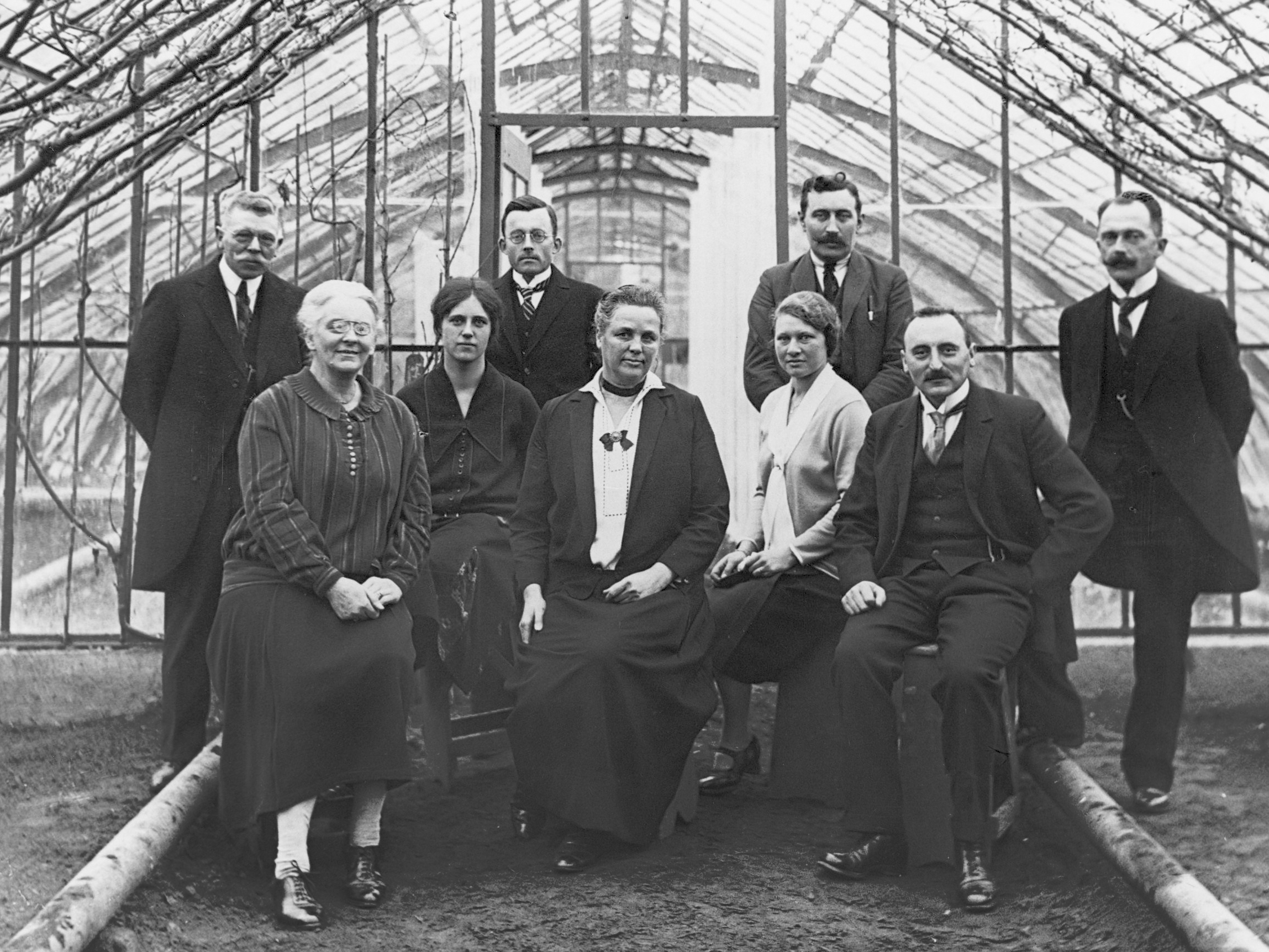
Leiding van de meisjes tuinbouwschool Huis te Lande in Rijswijk (Z-H), circa 1935

Jacoba Hingst (Amsterdam, 15 december 1871 – Nijmegen, 12 april 1950), was bioloog en oprichter van de eerste tuinbouwschool voor meisjes in Nederland.

## Jeugd en opleiding
Jacoba Hingst werd geboren in Amsterdam als tweede dochter van Sijbrand Jan Hingst (1834-1890) en Margaretha Catharina Müller (1840-1897). Haar vader, jurist, was griffier en later rechter bij de arrondissementsrechtbank in Amsterdam. Ze groeide er op met haar zusters Adelaïde (1871-1945) en Maria (1873-1893) en broer Jelle (1875-1927). Toen haar vader in 1883 lid werd van de Hoge Raad verhuisde het gezin naar Den Haag. Na de dood van haar ouders bleef Hingst met haar zus Adelaïde in het ouderlijk huis op Celebesstraat nr. 93 wonen.
In 1897 werd Jacoba Hingst lid van de ‘rubriekcommissie Bloemenvak’ van de Nationale tentoonstelling van vrouwenarbeid die in 1898 in Den Haag werd gehouden. Deze commissie was verantwoordelijk voor het tuinontwerp voor het tentoonstellingsterrein en voor een expositieruimte in met ingestuurde planten, bloemen en aanverwante accessoires. Daarnaast organiseerde de commissie lezingen waarin de wenselijkheid van een vakopleiding voor meisjes in de tuinbouw werd aangekaart. Vicepresidente van deze commissie was Cornelia Pompe.
Na afloop van de tentoonstelling ging Hingst biologie studeren in Leiden, maar in 1902 schreef ze zich opnieuw in voor dezelfde studie.
Op 28 april 1903 schreef Jacoba Hingst zich in in de Gemeente Leiden, op het adres Apothekersdijk 32, samen met Cornelia Pompe. In dit huis, het 'Leidse Volkshuis', woonde ook Emilie Knappert, oprichtster van dit gemeenschapshuis.

## Tuinbouwschool voor meisjes Huis te Lande
In 1904 behaalde Jacoba Hingst haar lesbevoegdheid in dier- en plantkunde (akte K4 Biologie). 
Nog datzelfde jaar kocht ze met haar eigen vermogen ruim drie hectare grond aan van de gemeente Rijswijk aan de Van Vredenburchweg, waar ze een villa liet bouwen ten behoeve van een tuinbouwschool voor meisjes. Zelf verhuisde ze in 1905 naar Rijswijk.
In 1907 werd de Middelbare Tuinbouwschool voor Meisjes Huis te Lande, een particuliere opleiding, geopend voor de eerste leerlingen. Tot dan toe was een dergelijke opleiding alleen toegankelijk voor jongens.
Jacoba Hingst, directeur van de school, en Cornelia Pompe ontwikkelden het lesmateriaal zelf. Hingst gaf de theoretische vakken en Pompe de praktijklessen, tot zij in 1911 deze door ziekte moest beëindigen. Pompe overleed in 1913. In 1914 richtte Hingst een stichting op, de tuinbouwstichting Huis te Lande, waarvan ze secretaris werd. In 1937 legde Hingst haar directeurschap neer en werd zij opgevolgd door H.E. Casparé, lerares aan de school. In 1932 vierde de school het 25-jarig bestaan en werd Jacoba Hingst geëerd als Ridder in de Orde van Oranje-Nassau. Na haar aftreden als secretaris in 1945 kreeg de stichting in 1947 de naam 'Jacoba Hingst Stichting.
Jacoba Hingst overleed op 12 april 1950 te Nijmegen.